# فدراسیون فوتبال مولداوی
فدراسیون فوتبال مولداوی (رومانیایی: Federația Moldovenească de Fotbal) نهاد اداره‌کننده مسابقات فوتبال و فوتسال در کشور مولداوی است.
این فدراسیون که در ۱۹۹۰ تأسیس شده عضو یوفا و فیفا نیز می‌باشد و مقر آن در شهر کیشیناو است.
مسابقات لیگ ملی فوتبال مولداوی، جام حذفی فوتبال مولداوی و سوپر جام فوتبال مولداوی زیر نظر این فدراسیون برگزار می‌شود.